# 高霸
高霸（9世纪—887年12月28日），唐朝末年淮南节度使高骈部将。南昌人。

## 生平
中和年间曾被高骈墨敕（以皇帝名义）任为权知江州军州事。后任海陵镇遏使，曾得转授右散骑常侍。光启二年（886年）六月，镇海节度使周宝遣牙将丁从实袭击常州，驱逐刺史张郁。张郁奔海陵投靠高霸。当时高霸辖下有民五万户，兵三万人。
光启三年（887年）四月，淮南左厢都知兵马使毕师铎勾结宣歙观察使秦彦攻淮南军部扬州，淮南右都押牙吕用之伪造高骈牒文，署庐州刺史杨行密行军司马，征兵入援。毕师铎、秦彦打破扬州，吕用之出奔，其党羽郑杞首先归顺毕师铎，毕师铎署郑杞知海陵监事。郑杞到海陵，秘密记下高霸得失，告诉毕师铎。高霸获郑杞书信，杖打郑杞背，断其手足，挖出眼睛砍断舌头，然后斩之。
五月，与毕师铎一同起事的亲家高邮镇遏使张神剑与毕师铎决裂，率众投靠杨行密，图谋联合高霸攻打毕师铎。张神剑、高霸、刘金、贾令威都率众归属杨行密。十月，秦彦遣郑汉章率步骑五千出击张神剑、高霸的营寨并击破之，张神剑奔还高邮，高霸奔还海陵。
后毕师铎杀高骈，杨行密驱逐毕师铎、秦彦并入据扬州，杀死吕用之；又遇到奉国军节度使秦宗权部将孙儒势大作乱，张神剑从高邮率军来投杨行密，被杨行密杀死。杨行密关闭扬州空城，害怕，谋士袁袭说：“我以新集之众守孤城，而诸将多是高氏旧人，不是凭借恩信而是因为受制而心服我们的。今孙儒兵势正盛，所攻必克，这正是诸将衡量强弱选择支持谁的时候，海陵镇遏使高霸是高骈旧将，必不为我用。”十一月，杨行密担心孙儒乘胜取海陵，以军令命高霸率其兵民回府城，说：“有违命者，族灭之！”于是海陵数万户弃资产、焚庐舍、挈老幼迁于扬州。高霸与弟高暀、部将余绕山、前常州刺史丁从实到扬州率所部兵来依附，杨行密出城相迎，与高霸、高暀约为兄弟，将高霸所部将卒安置在法云寺。闰十一月，杨行密想遣高霸屯兵天长县挡住孙儒来路，袁袭说：“高霸经常首鼠两端，我军胜了则来，不胜则叛，如今置他于天长，是自绝归路。且我们如果能胜孙儒，不需要用高霸；若不幸不胜，天长岂是我们所有的！公因怀疑高霸而召他，可复用他吗？不如以犒军为名擒斩之，兼并其众。”杨行密于是以犒军为名伏兵诛杀高霸、丁从实、余绕山，得到高霸所部兵数千人；又遣千骑去法云寺杀高霸党羽，杀数千人，当时大雪，寺外数里地都被血染红；张郁被杀；高暀出逃，次日也被擒杀。高霸被族灭。